# ۱۰۴ (قمری)
۱۰۴ (قمری)، صد و چهارمین سال در گاهشماری هجری قمری است. اول محرم این سال برابر با بیست و پنجم ژوئن سال ۷۲۲ میلادی است.

## وابسته
- پنجکنت